# Kintore, Northern Territory
Kintore är en ort i Australien. Den ligger i kommunen MacDonnell och territoriet Northern Territory, omkring 1 200 kilometer söder om territoriets huvudstad Darwin. Kintore ligger 461 meter över havet och antalet invånare är 454.
Trakten runt Kintore är nära nog obefolkad, med mindre än två invånare per kvadratkilometer.. 
Omgivningarna runt Kintore är i huvudsak ett öppet busklandskap. Genomsnittlig årsnederbörd är 413 millimeter. Den regnigaste månaden är februari, med i genomsnitt 106 mm nederbörd, och den torraste är augusti, med 1 mm nederbörd.